# Västra Hästhällen
Västra Hästhällen är en ö i Finland. Den ligger i Finska viken och i kommunen Borgå i den ekonomiska regionen  Borgå i landskapet Nyland, i den södra delen av landet. Ön ligger omkring 46 kilometer öster om Helsingfors.
Öns area är 0,4 hektar och dess största längd är 100 meter i sydväst-nordöstlig riktning.